# Malocampa ziliante
Malocampa ziliante is een vlinder uit de familie van de Tandvlinders (Notodontidae). De wetenschappelijke naam van de soort is voor het eerst gepubliceerd in 1782 door Caspar Stoll.
De soort komt voor in Suriname.